# Heterochroma thermographa
Heterochroma thermographa là một loài bướm đêm trong họ Noctuidae.